# Горажде (община)
Община Горажде (босн. и хорв. Opština Goražde, серб. Општина Горажде) — боснийская община, расположенная в юго-восточной части Федерации Боснии и Герцеговины. Административным центром является город Горажде.
Через общину протекает река Дрина, сама община расположена на восточном склоне горы Яхорина. Во время существования СФРЮ в состав общины входила территория нынешней общины Ново-Горажде площадью 123 км² (в 1995 году Ново-Горадже отошло к Республике Сербской).

## Население
Население общины по переписи 1991 года составляло 37573 человека в 187 населённых пунктах. По оценке на 2009 год, в общине проживало 30264 человека.

## Населённые пункты
Ахмовичи, Бачци, Бахово, Бакие, Баре, Батковичи, Безмиле, Билин, Богушичи, Боровичи, Бошковичи, Брайловичи, Братиш, Брекови, Брезье, Бриег, Будичи, Бутковичи, Бутковичи-Иловача, Витковичи, Влайчичи, Вранеши, Враничи, Вранпоток, Врбица, Времци, Вучетичи, Гай, Гламоч, Горела, Горажде, Горня-Брда, Горня-Буквица, Горни-Боговичи, Грабовик, Гуневичи, Гунячичи, Гусичи, Гусковичи, Дешева, Джаковичи, Джатовичи, Джехаиджичи, Джиндичи, Доня-Брда, Доня-Буквица, Дони-Боговичи, Дучичи, Жигови, Жиличи, Забус, Завршье, Зубовичи, Зупчичи, Илино, Иловача, Калац, Камен, Казаничи, Кневичи, Ковачи, Кола, Колиевке, Коловарице, Коньбаба, Коневичи, Косаче, Коджага-Поле, Крабориш, Креча, Кутьеши, Кучине, Кушеши, Лалета, Лукарице, Марковичи, Мирвичи, Мирвичи-на-Подхранену, Моринац, Мрави, Мравиняц, Мркови, Некопи, Озреновичи, Ораховице, Оручевац, Осаница, Осиечани, Остружно, Параун, Перьяни, Пиестина, Пиевац, Плеси, Подхранен, Поратак, Порткуша, Присое, Радичи, Радововичи, Рашковичи, Ратковичи, Решентица, Росиевичи, Седлари, Сиедац, Скравник, Слатина, Софичи, Спаховичи, Тупачичи, Ушановичи, Устипрача, Утьешиновичи, Фаочичи, Хаджичи, Хранчичи, Црвица, Читлук, Човчичи, Чурови, Шабанци, Шашичи, Шеховичи, Шемихова, Гуджуричи, Ягодичи, Яровичи.